# عبدالمجید بن عبدالعزیز آل سعود
عبدالمجید بن عبدالعزیز آل سعود (عربی: عبد المجيد بن عبد العزيز آل سعود، آوانگاری: ʿAbd al Majīd bin ʿAbd al ʿAzīz ʾĀl Suʿūd؛ ۱۹۴۲ –۵ مه ۲۰۰۷) سیاستمدار اهل عربستان سعودی بود. وی حاکم استان تبوک، استان مدینه و منطقه مکه بوده است.